# Castello di Heeswijk

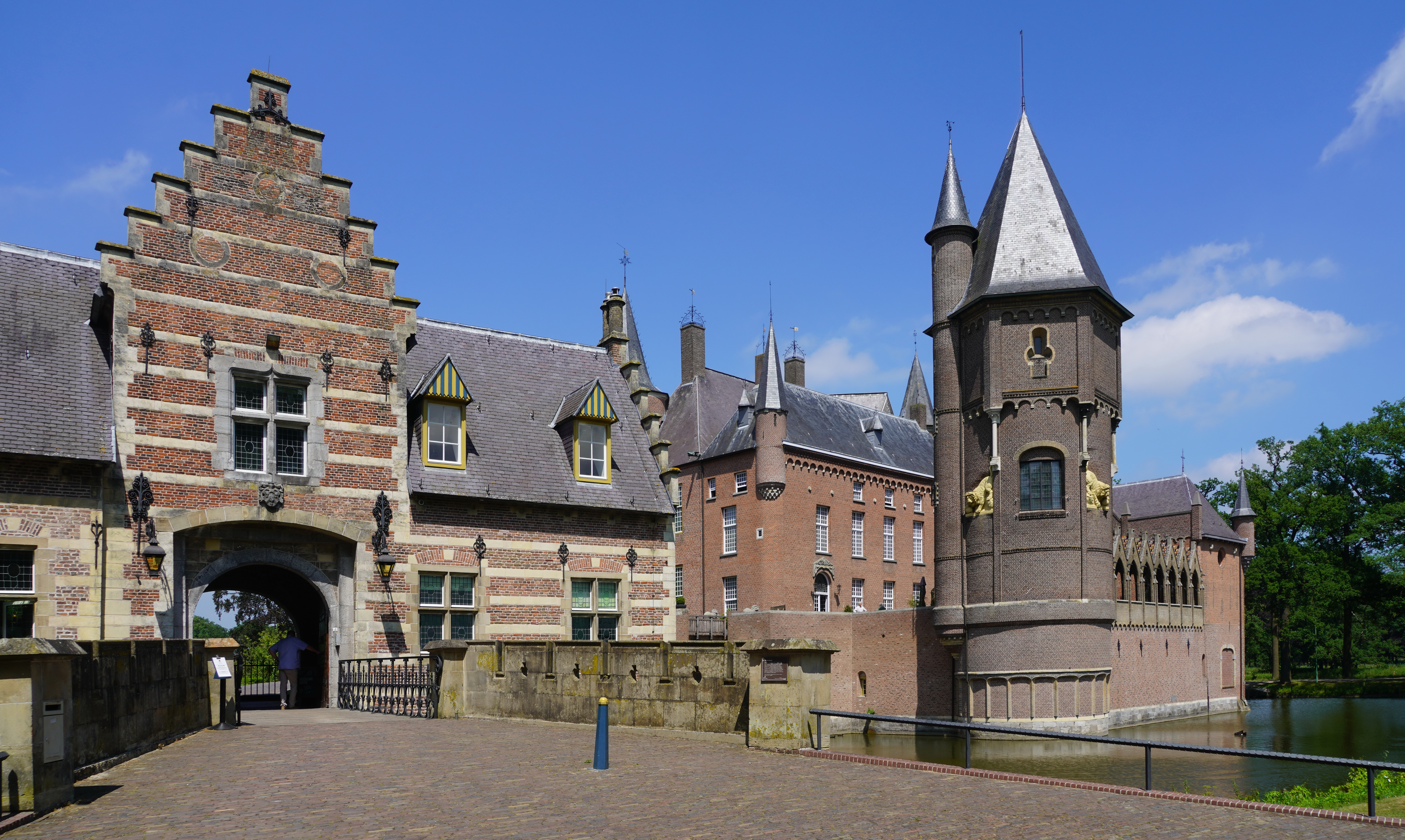
Entrata del castello

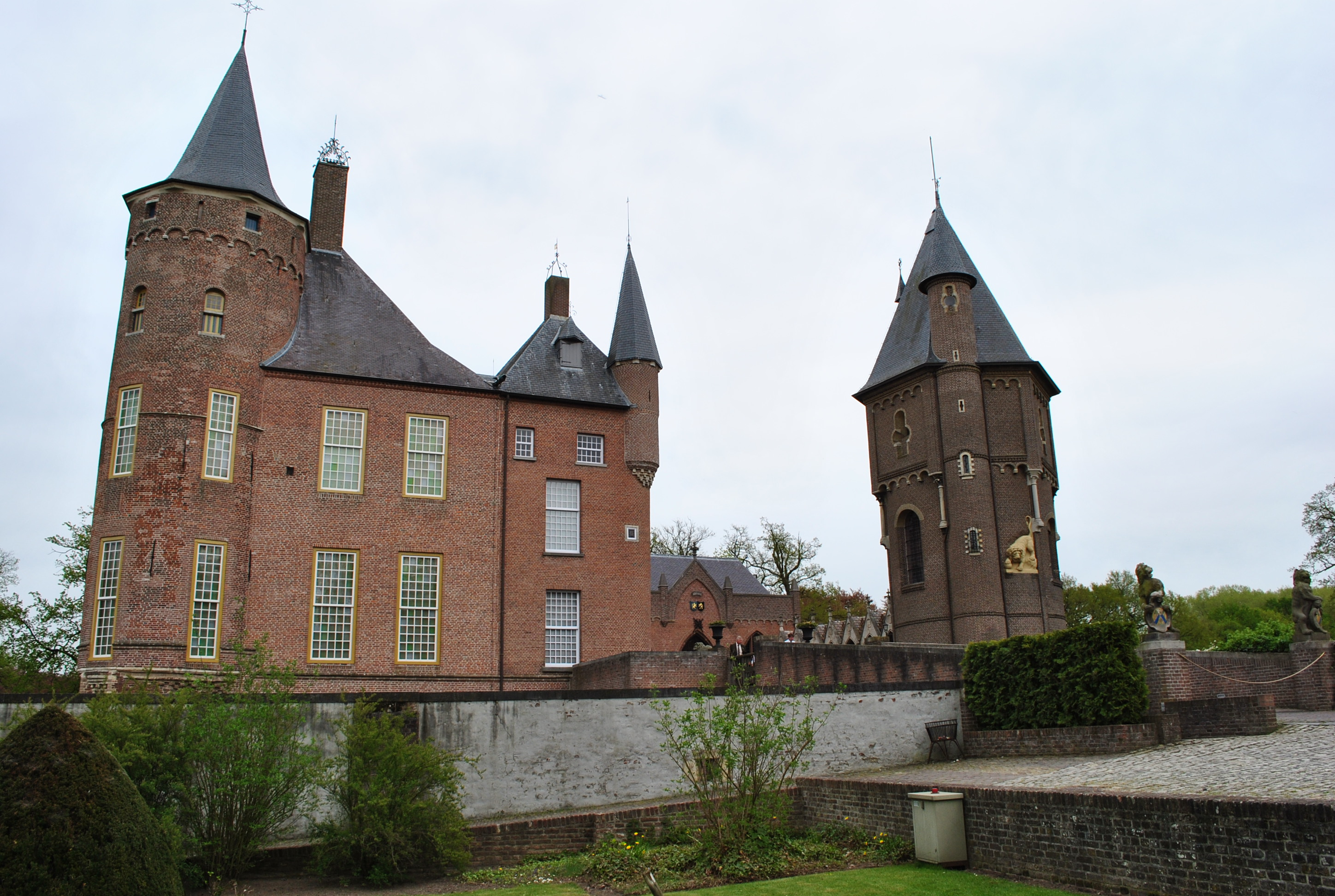
Veduta del castello

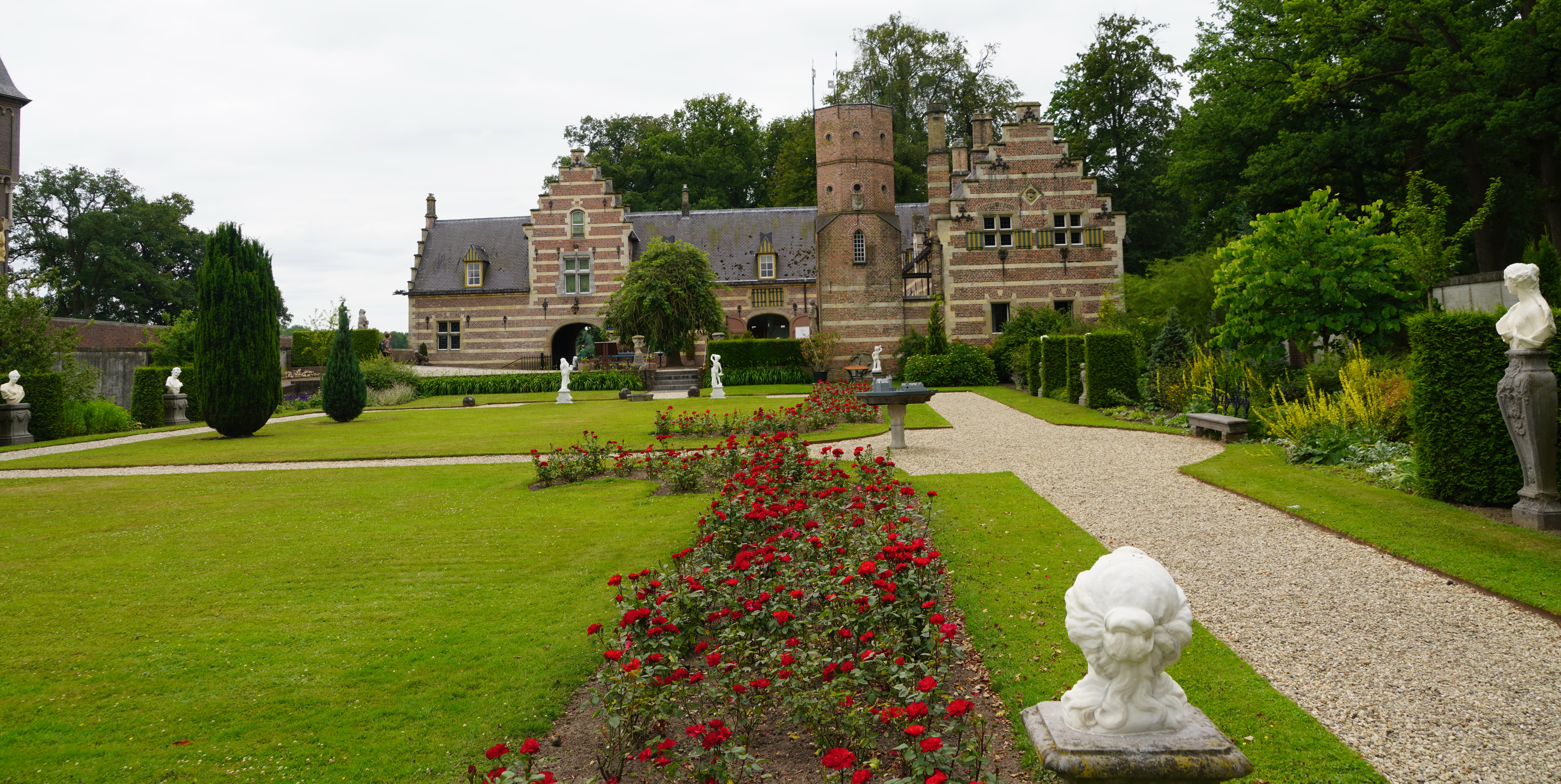
Giardini del castello

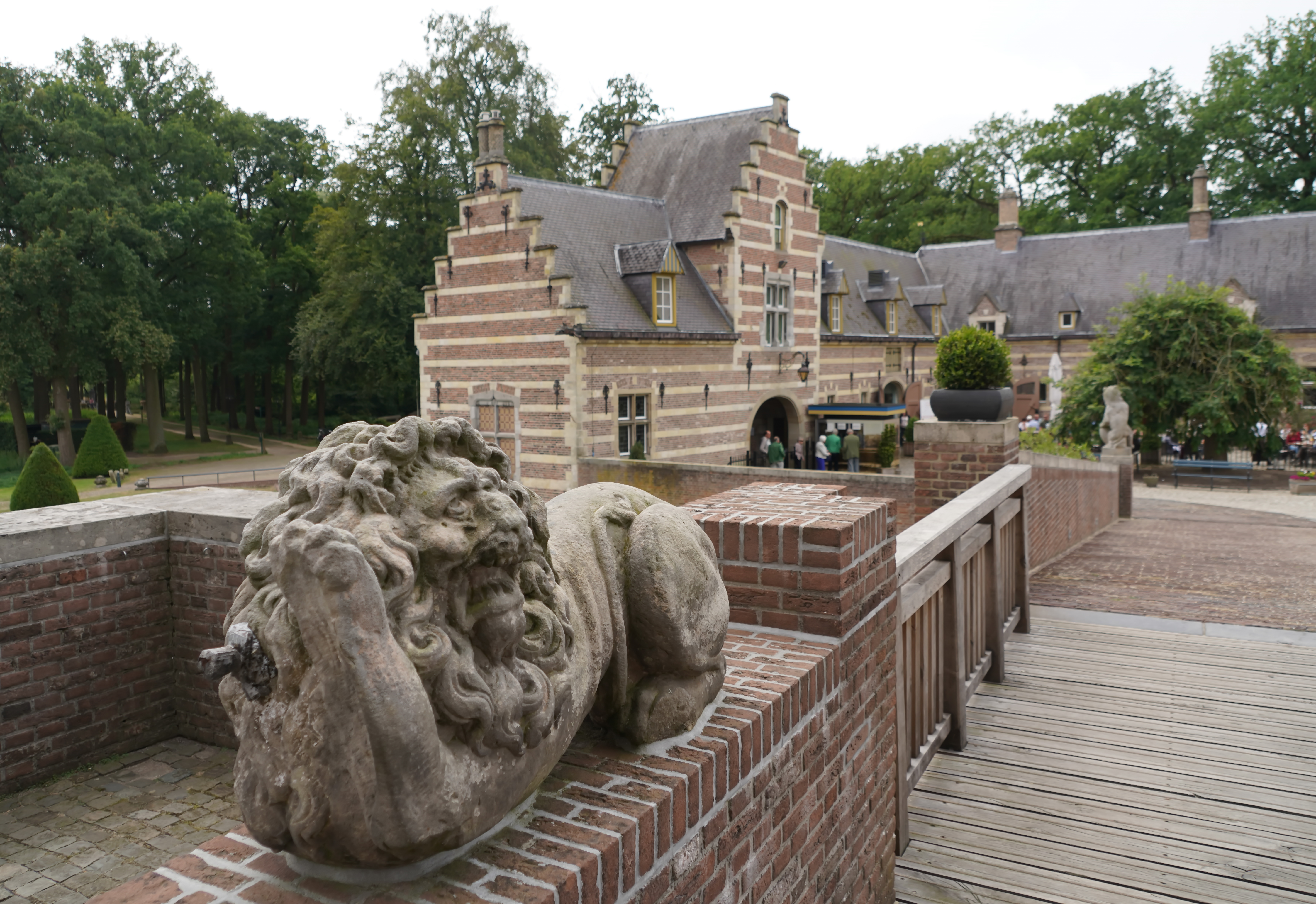
Scultura agli esterni del castello

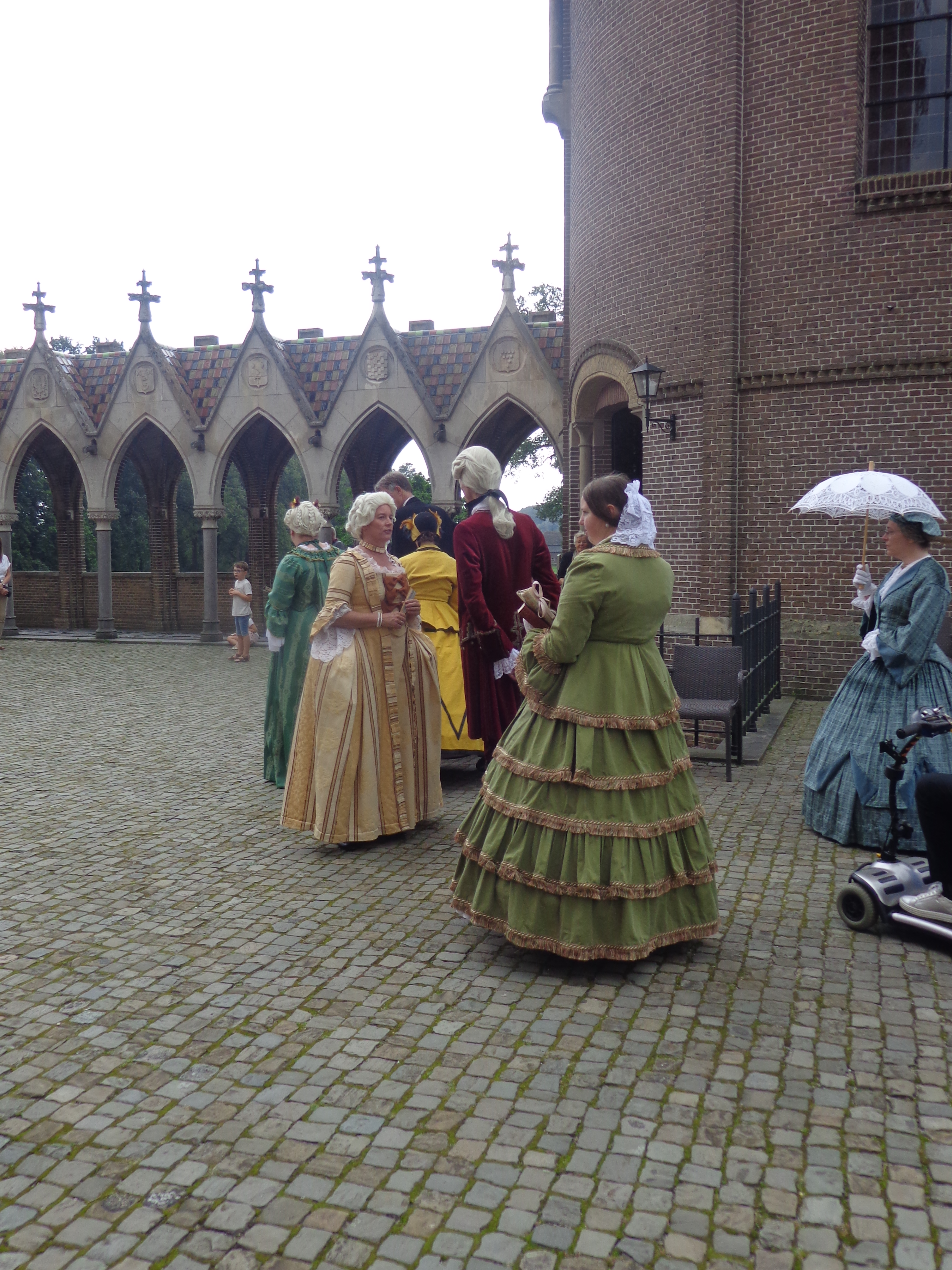
Rievocazione storica nel castello di Heeswijk

Il castello di Heeswijk (in olandese Kasteel Heeswijk) è uno storico edificio della cittadina olandese di Heeswijk (comune di Bernheze), nel Brabante Settentrionale, costruito nella forma attuale negli anni trenta del XIX secolo, ma le cui origini risalgono alla seconda metà dell'XI secolo.

## Storia
L'edificio originario, un forte in legno su una collinetta che si ergeva su un canale, venne realizzato intorno al 1050-1080.
Alla fine del XIV secolo, in seguito alle continue guerre che intercorrevano tra i signori del Brabante e i signori della Gheldria, il castello venne rinforzato con muri in mattoni, torri e un'ampia cancellata.
In origine di proprietà dei signori di Heelswijk, nel corso del XV secolo il castello venne acquistato da Willem van der Aa. In seguito, l'edificio divenne di proprietà di importanti famiglie nobili quali Van Glymes e Cirksena.
Uno dei nuovi proprietari, Jan van Cirksena, conte della Frisia Orientale, fece realizzare nel 1555 delle strutture in mattoni e pietra attorno al corpo principale del castello.
Nel 1629, nel corso dei conflitti che continuavano a interessare il territorio del Brabante, il castello finì nelle mani dei principi d'Oranje, che si autonominarono signori di Heeswijk e Dinther. In seguito, nel 1672, il castello di Heeswijk divenne il quartier generale di re Luigi XIV di Francia, che intendeva annettere l'intero territorio dei Paesi Bassi.
Nel corso del XVIII secolo, il castello fu dapprima di proprietà di tre generazioni della famiglia Van der Hoeven e da questa in seguito ereditato dalla famiglia Speelman.
Nel 1835, il castello di Heeswijk venne ceduto dalla famiglia Speelman al barone André van de Bogaerde de Terbrugge e divenne così la sede del primo governatore del Brabante dopo la separazione di questo territorio dal Belgio. Il barone e i figli di quest'ultimo operarono un'opera di ampliamento dell'edificio, con l'aggiunta, tra l'altro dell'ala meridionale.
Nel corso del XX secolo, il castello venne ereditato dal barone Willem van de Bogaerde, che però non andò a vivere all'interno dell'edificio, ma nella sua dépendance, vendendo per oltre 600.000 fiorini gran parte delle proprietà al suo interno. In seguito, con la morte di quest'ultimo, il castello venne trasformato dalla moglie Albertine in museo, prima di diventare di proprietà di una fondazione che, a partire dal 1995, si occupò del restauro dell'edificio prima di aprirlo al pubblico nel 2005.

## Descrizione

### Esterni
Il castello si erge lungo il corso del fiume Aa ed è in parte in stile neogotico.
Nella tenuta del castello si trova una cappella, al cui interno è conservata dal 1951 una scultura proveniente dal pontile-tramezzo della cattedrale di 's-Hertogenbosch.
Di fronte al castello, si trova poi un monumento in ricordo dell'arrivo dell'aviazione alleata nel corso della seconda guerra mondiale, eretto il 17 settembre 1994.

### Interni
Tra le sale interne, figura, tra l'altro la "Sala cinese", risalente al 1876.